# Kagawa Shūtoku

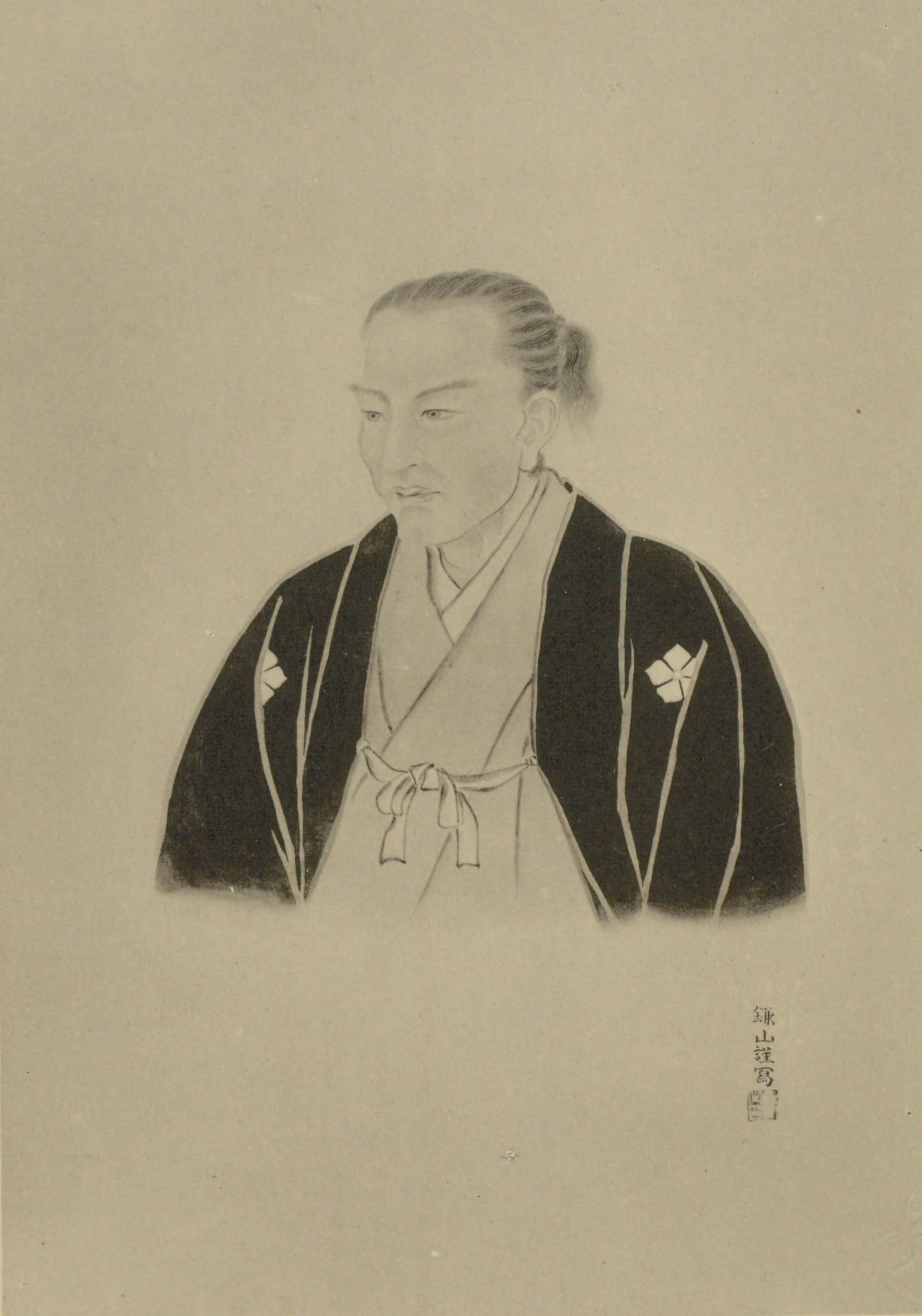
Kagawa Shūtoku

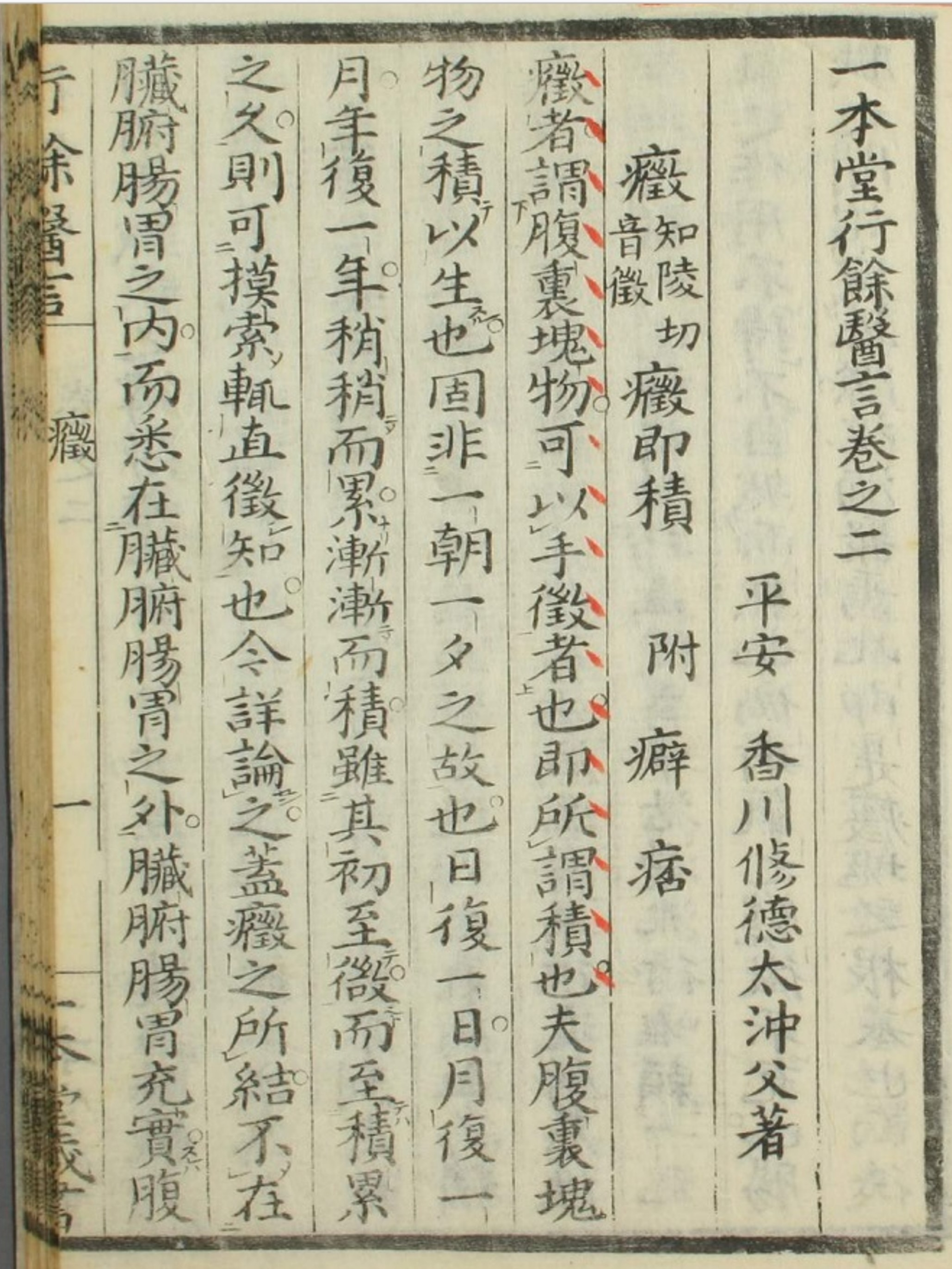
Beginn eines Lehrbuches

Kagawa Shūtoku (japanisch 香川修徳, auch Kagawa Shūan (香川 修庵), Go: Ippondō (一本堂); geboren 22. August 1683 in Himeji (Provinz Harima); gestorben 25. März 1755) war ein japanischer Konfuzius-orientierter Arzt der mittleren Edo-Zeit.

## Leben und Wirken
Kagawa Shūtoku reiste im Alter von 18 Jahren nach Kyōto, um bei dem Arzt Gotō Konzan (後藤 艮山; 1659–1733), einem Meister der klassischen Medizin, Medizin zu studieren. Gleichzeitig studierte er auf Anraten seines Lehrers die Lehre des Konfuzius bei Itō Jinsai. Innerhalb von fünf Jahren las er alle alten und modernen Bücher zur Medizin.
Kagawa vertrat die Lehre, dass die Lehre des Konfuzius und die Medizin ein und dasselbe seien, die „Jui-ippon Lehre“ (儒医一本説). Er lehnte die Theorie von den „Fünf Glücksbringern“ und den „Sechs Gefühle“  (五運六気説) ab und machte es sich zum Ziel, die Medizin auf der Grundlage von Experimenten zu praktizieren. Er verfasste Bücher wie „Ippondō Yakusen“ (一本堂薬選) und „Ippondō Gyōjo Igen“ (一本堂行餘医言) und soll mehr als 400 Schüler gehabt haben.